# Schwabing

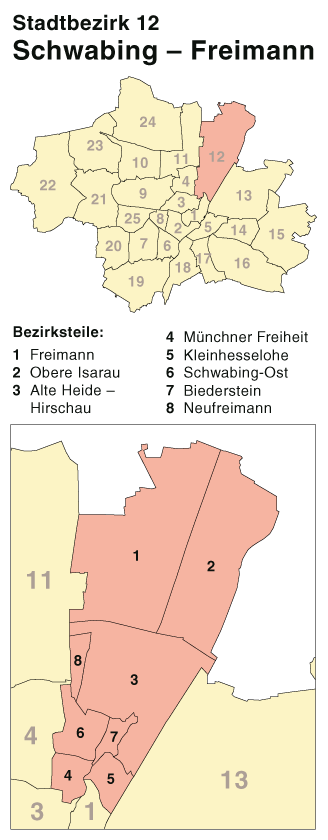
Secteur 12 Schwabing-Freimann.

Schwabing est un quartier de la ville de Munich.
Peuplé dès le XIIIe siècle, avant la fondation de Munich, Schwabing est d'abord un village qui ne sera rattaché à la capitale bavaroise qu'en 1890.
Depuis la réorganisation de 1992, il est divisé en deux secteurs, portant les numéros 4 (Schwabing-West) et 12 (Schwabing-Freimann).
Schwabing est connu comme le quartier bohême de la ville, populaire auprès des touristes pour son grand nombre de bars, clubs et restaurants. Dans ce quartier se trouve aussi l’Englischer Garten (jardin anglais), un des plus grands parcs publics du monde, et la Studentenstadt, plus grande résidence universitaire d'Allemagne.

## Frontières
Schwabing est bordé au sud par le secteur de Maxvorstadt (le Siegestor marque la frontière), à l'est par l'Englischen Garten, à l'ouest par le secteur de Neuhausen et au nord par celui de Milbertshofen[Lequel ?].

## Histoire

### Les débuts
Le village de Schwabing est déjà mentionné par écrit en 782, c’est-à-dire avant la fondation de Munich (qui date du XIIe siècle). Le nom vient probablement du fondateur de la ville qui lui a laissé son nom et l'un de ses successeurs, endetté, légua le village au monastère de Schäftlarn. Plus tard, les villageois y ont construit un petit château, rapidement détruit. Schwabing rejoint la ville de Munich en décembre 1890.

### L'âge d'or de Schwabing

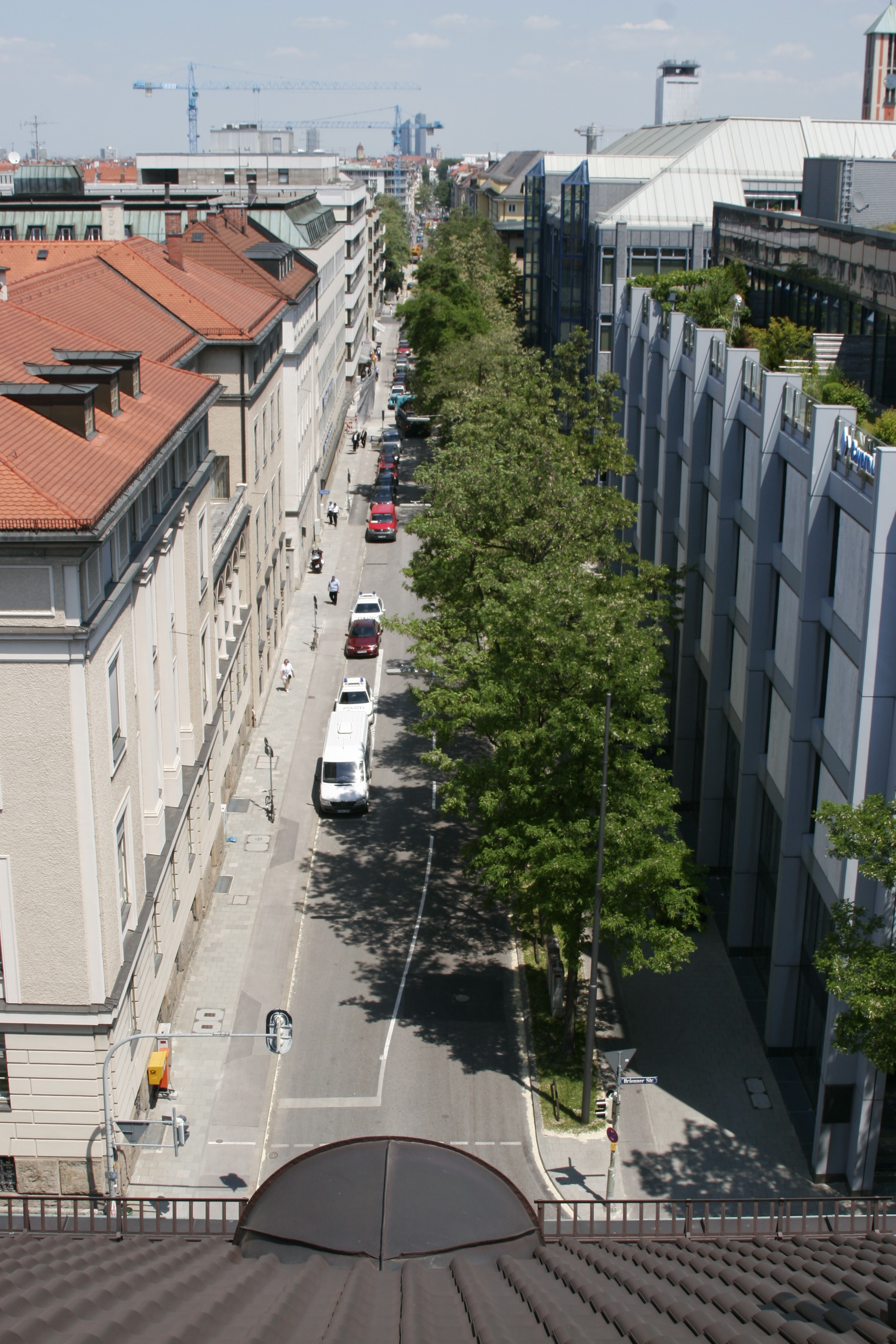
Vue typique de Schwabing sur la Türkenstraße.

Avec la construction quasi simultanée de l'université en 1826 et l'Académie des beaux-arts en 1885 par les rois de Bavière, Munich se développe comme un pôle culturel et artistique et Schwabing et son voisin Maxvorstadt deviennent les centres culturels de la ville : entre le XIXe siècle et le XXe siècle s'installeront ici des peintres (Rudolf Grossmann, Gustav Jagerspacher, Ernst Ludwig Kirchner, Paul Klee, Franz Marc ou Stephanie Hollenstein), des hommes de lettres (Gottfried Keller, puis plus tard : Ludwig Ganghofer, Michael Georg Conrad (de), Heinrich Mann, Thomas Mann, Oskar Panizza, Rudolf Alexander Schröder, Otto Julius Bierbaum, Alfred Walter Heymel, Friedrich Huch et bien d'autres). Parmi eux, on ne compte que quatre munichois (Christian Morgenstern, Annette Kolb, Alexander Moritz Frey et Lion Feuchtwanger) et six bavarois (Ludwig Thoma, Josef Ruederer (de), Lena Christ, Oskar Maria Graf, Heinrich Lautensack et Mechtilde Lichnowsky), tous les autres venant d'autres provinces d'Allemagne ou de l'étranger. Schwabing laissera par la suite des souvenirs impérissables. En effet, tous les autres cités ci-dessus mentionneront le quartier (soit dans leurs autobiographies, soit dans des romans).
Bien des tavernes et des bars célèbres du quartier datent également de cette époque, véritable quartier latin autour de l'université. Par exemple, le « Simplicissimus » (dans la Türkenstraße (de), aujourd'hui appelé « Alter Simpl »), le « Hausdichter » ou le « Café Stefanie (de) » (sur l'Amalienstraße) ont été construits avant la Première Guerre mondiale et sont encore exploités de nos jours.
Le déclenchement de la Première Guerre mondiale va porter un coup dur à la scène bohème de Schwabing, bien que le quartier présente encore de nombreux événements. C'est là par exemple que le jeune Yehudi Menuhin (alors âgé de 13 ans) donne l'un de ses premiers concerts.
Aujourd'hui, le Corso Leopold (de) se tient sur la Leopoldstraße et dans le quartier de Schwabing. Cette manifestation, qui se déroule deux weekend par an a attiré environ 500 000 personnes en 2005.